# Mycobacterium colombiense
Mycobacterium colombiense é uma espécie do filo Actinomycetota (bactérias Gram-positivas com alto conteúdo de guanina e citosina, um dos filos dominantes de todas as bactérias), pertencente ao gênero Mycobacterium. Sua etimologia é referente à Colômbia, país no qual as cepas foram isoladas pela primeira vez.

## Infecções em humanos
Apesar de raros, casos de infecções por M. colombiense tem sido documentados, com sintomas relacionados à doença pulmonar e dores em linfonodos e ossos